# Evgenia Ukolova
Evgenia Ukolova (17 de maio de 1989) é uma jogadora de vôlei de praia russa que foi medalhista de ouro na edição da Universíada de Verão de 2013 na Rússia.

## Carreira
Nos Jogos Olímpicos de Verão de 2016 ela representou  seu país ao lado de Ekaterina Khomyakova, caindo nas quartas-de-finais.